# کارلوس والدز (بازیکن فوتبال)
کارلوس والدز (اسپانیایی: Carlos Valdés‎؛ زادهٔ ۲۲ مهٔ ۱۹۸۵) یک بازیکن فوتبال اهل کلمبیا است.

## تیم ملی
وی همچنین در تیم ملی فوتبال کلمبیا بازی کرده است.